# Iain Banks
Iain Banks, škotski pisatelj, * 16. februar 1954, Dunfermline, Škotska, Združeno kraljestvo, † 9. junij 2013.
Pisal je klasično fikcijo pod imenom Iain Banks in znanstveno fantastiko kot Iain M. Banks, kjer je dodal začetnico svojega posvojenega srednjega imena, Menzies (angleška izgovorjava /ˈmɪŋɪz/ ()).
Po izdaji in uspehu The Wasp Factory (1984), je Banks pričel pisati ves čas. Njegova prva znanstvenofantastična knjiga, Consider Phlebas, je bila izdana leta 1987 in je postala prvi del serije The Culture. Njegove knjige so bile prirejene za gledališče, radio in televizijo. Leta 2008 ga je časnik The Times uvrstil na svoj seznam »50 najboljših britanskih pisateljev od 1945«. Aprila 2013 je Banks oznanil, da ima neozdravljivega raka in da je malo verjetno, da bo živel več kot eno leto. Umrl je dva meseca kasneje.